# ريكا راينيش
ريكا راينيش (بالإنجليزية: Rica Reinisch)‏ هي لاعبة أولمبية لرياضة السباحة من ألمانيا الشرقية. شاركت في الأولمبياد الصيفي في 1980، وفازت بما مجموعه 3 ميداليات.

## الميداليات
| ذهب | فضة | برونز | المجموع |
| 3   | 0   | 0     | 3       |

## روابط خارجية
- ريكا راينيش على موقع الاتحاد الدولي للسباحة (الإنجليزية)
- ريكا راينيش على موقع SwimRankings.net (الإنجليزية)
- ريكا راينيش على موقع قاعة مشاهير السباحة العالمية (الإنجليزية)
- ريكا راينيش على موقع اللجنة الأولمبية الدولية (الإنجليزية)
- ريكا راينيش على موقع أوليمبيديا (الإنجليزية)